# 루키우스 타르퀴니우스 수페르부스

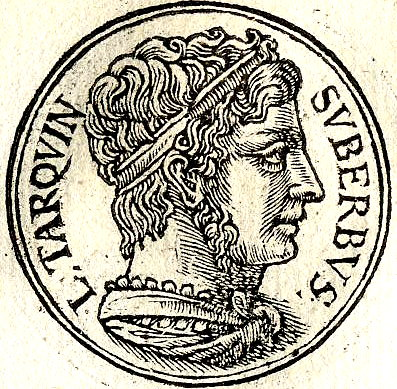

루키우스 타르퀴니우스 수페르부스(Lucius Tarquinius Superbus, 기원전 495년 사망)는 전설적인 로마의 7번째이자 마지막 왕으로, 로마 공화국을 수립하게 된 대중 봉기까지 25년 동안 통치했다. 그는 일반적으로 그의 별명인 수페르부스(superbus, 라틴어로 "자랑스럽고, 오만하고, 고상한")에서 나온 자랑스러운 타르퀴니(Tarquin the Proud)로 알려져 있다.
제왕 시대의 고대 기록에는 역사와 전설이 섞여 있다. 타르퀴니우스는 로마의 제5대 왕 루키우스 타르퀴니우스 프리스쿠스(Lucius Tarquinius Priscus)의 아들 또는 손자였으며, 그의 아내와 형을 살해하고 뒤이어 그의 전임자인 세르비우스 툴리우스(Servius Tullius)를 암살하여 왕좌를 차지했다고 전해진다. 그의 통치는 군주제 폐지를 정당화하는 폭정으로 묘사되었다.